# 歯科口腔保健の推進に関する法律
歯科口腔保健の推進に関する法律（しかこうくうほけんのすいしんにかんするほうりつ、平成23年8月10日法律第95号）は、歯科口腔保健の推進施策を総合的に推進することに関する法律である。略称は歯科口腔保健法（しかこうくうほけんほう）
施策に関する基本理念、国・地方公共団体等の責務などが定められ、歯科疾患の予防や口腔の保健に関する調査研究をはじめ、国民が定期的に歯科検診を受けること等の勧奨や、障害者・介護を必要とする高齢者が定期的に歯科検診を受けることまたは歯科医療を受けることができるようにする等の内容となっている。2011年（平成23年）8月10日に公布・施行された。

## 法案成立まで
歯科口腔保健法は歯科医療界の10年来の懸案、長年の悲願とされてきた。
口腔保健法として、2008年6月に民主党から、2009年7月には自民党から法案が提出されているがいずれも採決されず廃案となっている
。今法案は当初「口腔の健康の保持の推進に関する法律案」(口腔保健法)として作成されていたが、日本歯科医師会と日本医師会の間の調整で、「歯科口腔保健」という言葉となった。歯科口腔保健法案は議員立法として第177回国会に参議院先議で提出され、2011年7月26日に参議院厚生労働委員会、同27日の参議院本会議で可決
。衆議院では2011年7月29日に衆議院厚生労働委員会、同8月2日に衆議院本会議において民主党や自民党などの全会一致により可決、成立した。

## 本法成立時の歯科界の反応
本法は歯科界の悲願という事もあり成立時に歯科医療に携わる団体・個人等がコメントを出している。日本歯科医師会の大久保満男会長（当時）は、本法の制定を評価しつつも、施策の義務付けがあくまでも“努力義務”であることに触れ、国民や保険者への周知が必要と述べ、日本歯科医師連盟の高木幹正会長（当時）は歯科口腔保健法はあくまでも理念法だが、これを限りなく実行法に近い形で実現できるよう進めていきたいと述べている。東京都歯科医師連盟は「予算を伴う実行法が必要でそれを目指していた。まだ道半ば」との考えを示した。千葉県歯科医師連盟は本法成立により、既に制定されている19道府県および7市町の歯科保健条例と併せて、国民が生涯を通した最適な歯科・口腔保健医療サービスを受ける環境整備が進むことが期待されるとしている。

## 本法成立後
- 2011年8月26日、歯科口腔保健の推進に関する法律に基づき、法律の施行を推進する目的で、厚生労働省医政局歯科保健課の下に「歯科口腔保健推進室」が設置された[12][13]。
- 2011年9月29日、厚労省医政局歯科保健課が発表した平成24年度歯科保健医療対策関係予算概算要求で口腔保健支援センターの都道府県等への整備を目的とした「在宅介護者への歯科口腔保健推進事業」に4億5,684万円が計上され、本法は理念法ではあるが同法に基づいて予算がついた[14]。
- 2011年12月8日、厚生科学審議会地域保健健康栄養増進栄養部会の下に設置された歯科口腔保健の推進に関する専門委員会の初会合が開かれ、歯科口腔保健法にある事項について具体的な方向性や施策などが話し合われた[15]。
- 2012年2月11日、法案成立半年を記念して日本歯科医師会主催で「歯科口腔保健の推進に関する法律」成立記念シンポジウムが法案成立に尽力した国会議員らを迎え東京国際フォーラムで開催された[16]。
- 2012年5月12日、厚生労働省歯科保健課は歯科口腔保健法に基づく『歯科口腔保健の推進に関する基本的事項（案）』のパブリックコメントの募集を2012年6月10日までの期間で行った[17]。このパブリックコメントには2012年6月8日に日弁連が1.学校等での集団フッ素洗口・塗布及び上水道フッ素添加を「う蝕予防方法の普及（フッ化物）」の【計画】の中に含めないよう求める。2.「12歳児の一人平均う歯数が1.0歯未満である都道府県の増加」（7都道府県から28都道府県）、「歯科口腔保健の推進に関する条例を制定している都道府県の増加」（26都道府県から36都道府県）という【目標】を削除するよう求める。という意見を提出している[18]。
- 2012年7月23日、「歯科口腔保健の推進に関する法律」（平成23年法律第95号）第12条第1項で厚生労働大臣が定めることとしている「歯科口腔保健の推進に関する基本的事項」が厚生労働大臣名で告示された[19]。
- 2012年10月12日、新潟県で「歯科口腔保健の推進に関する法律」の成立に伴い、本法との整合を図るとともに、さらなる県民の歯・口腔の健康の向上を推進するため、一部が改正された「新潟県歯科保健推進条例」が公布、施行[20]。
- 2013年2月、徳島県が「歯科口腔保健の推進に関する法律」第13条に基づき、都道府県における、歯科口腔保健の推進に関する施策の総合的な実施のための方針、目標、計画その他の基本的事項として「徳島県歯科口腔保健推進計画∼笑顔が踊るとくしま歯と口腔の健康づくり∼」を策定[21]。
- 2013年3月29日、愛知県が平成23年8月に公布された「歯科口腔保健の推進に関する法律」及び、平成24年7月に告示された「歯科口腔保健の推進に関する基本的事項」に基づき、愛知県の歯科保健の推進を総合的に推進するために「愛知県歯科口腔保健基本計画」を制定[22]。
- 2014年2月1日に実施された第107回歯科医師国家試験から『「歯科口腔保健の推進に関する法律」の制定等を考慮した歯科疾患の予防管理に関する出題』として出題基準に明記された[23]。
- 2014年4月10日、福岡県で「歯科口腔保健の推進に関する法律」第13条第1項及び条例第7条第1項を根拠法令として、平成26年度から平成30年度までの5年間を期間とした「福岡県歯科口腔保健推進計画」を新規に策定[24]。2019年3月、「福岡県歯科口腔保健推進計画（第2次）」を策定[25]。平成31（2019）年度から平成35（2023）年度までの5年間[25]。